# Lípy carevny Kateřiny
Lípy carevny Kateřiny nebo Kateřininy lípy, lotyšsky Katrīnas liepas nebo Katrīnas liepas Saulkrastos, je památkově chráněná lipová alej v parku na písečné duně Baltā kāpa nad řekou Inčupe v Pabaži (předměstí města Saulkrasti) v kraji Saulkrasti v regionu Vidzeme v Lotyšsku.

## Další informace
Podle pověsti ruská carevna Kateřina II. Veliká (1762–1796) zde pobývala a vysadila v roce 1764 dvě lípy. Avšak podle záznamů z ruských archivů zde carevna snad nikdy nebyla. Na cestě k Bílé duně se nacházejí lípy o obvodu 3,7 m a 2,7 m. Zdravotní stav jednoho stromu již není dobrý.

## Galerie

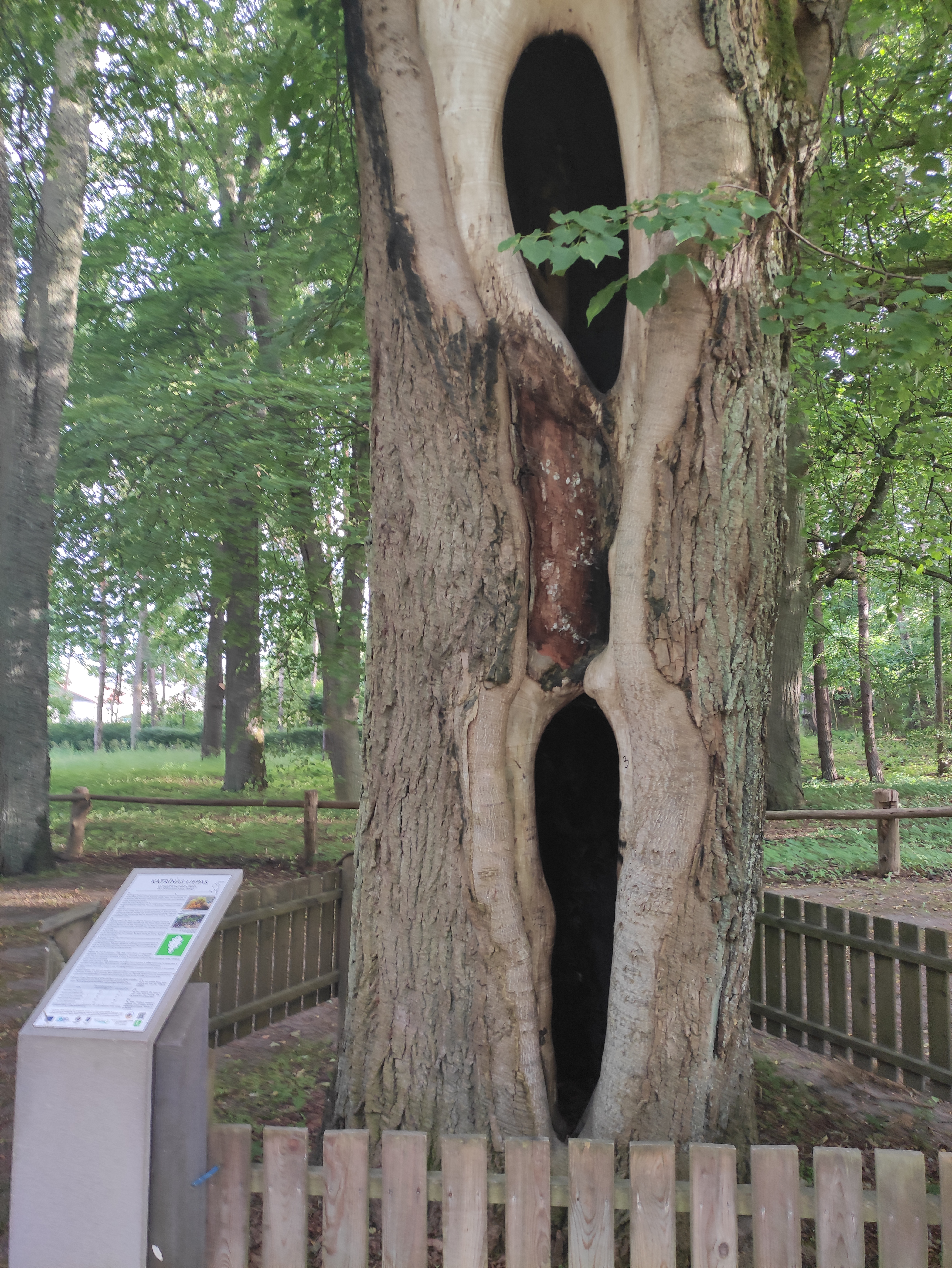